# حركة الإنتاج الحر

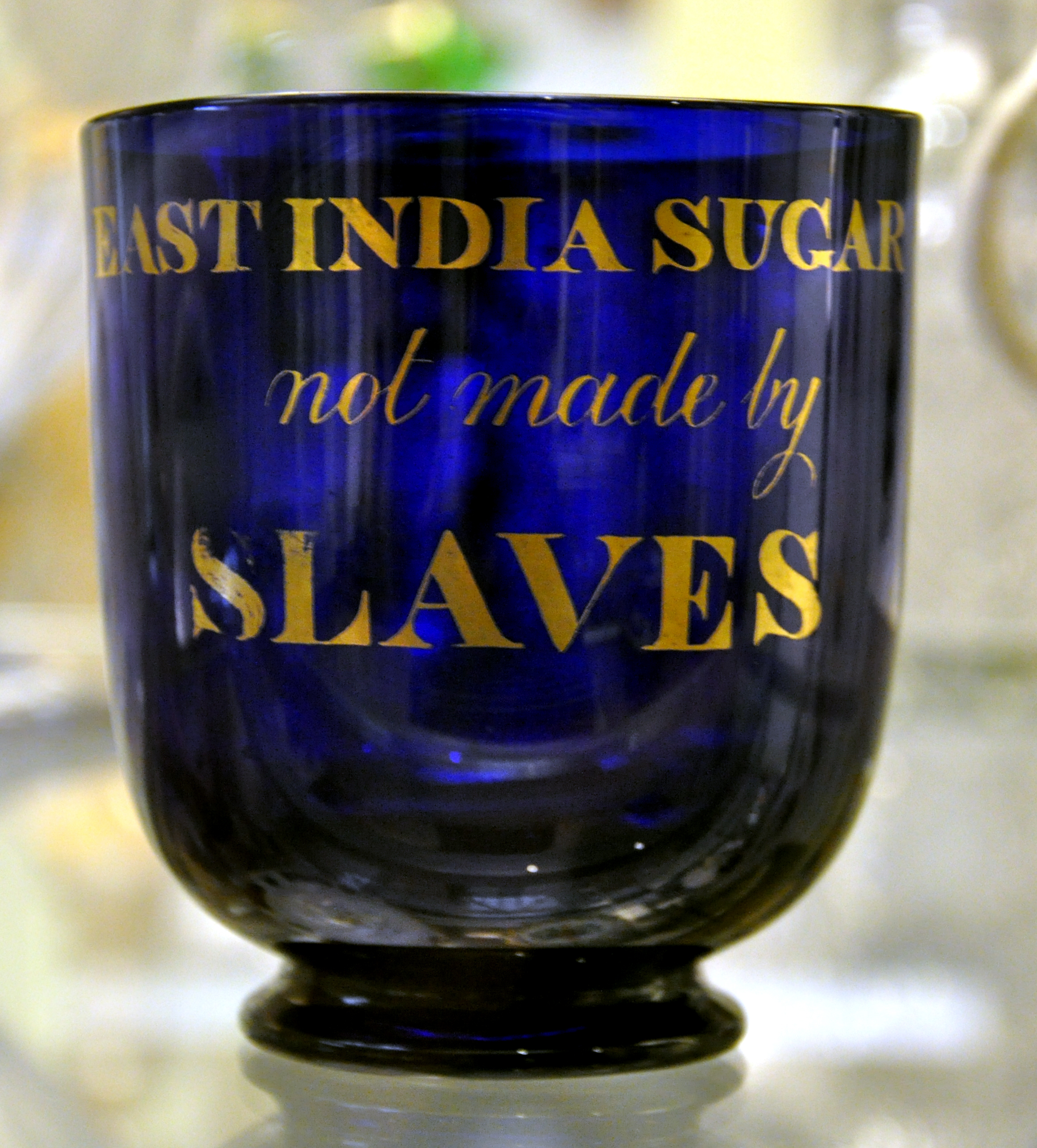
شرق الهند السكر غير المصنوع من العبيد وعاء السكر الزجاجي BM

حركة الإنتاج الحر هي عبارة عن مقاطعة دولية للبضائع التي تُنتج عن طريق العبيد. استُخدمت الحركة من قبل مناصري حركة تحرير العبيد كطريقة غير عنيفة للأفراد، بما في ذلك المحرومين من حق التصويت، لمحاربة العبودية.
في هذا السياق، تعني الحرية غير المستعبد (أي التمتع بالحقوق القانونية والسياسية للمواطن). لا عني بدون تكلفة. وبالمثل، لا تعني كلمة إنتاج الفواكه والخضروات فحسب، بل تعني أيضًا مجموعة متنوعة من المنتجات التي يصنعها العبيد، بما في ذلك الملابس والسلع الجافة والأحذية والصابون والآيس كريم والحلوى.

## القرن الثامن عشر
نشأ هذا المفهوم بين أعضاء جمعية الأصدقاء الدينية (الكويكرز)، في أواخر القرن الثامن عشر. يؤمن الكويكرز بالسلام والمساواة الروحية للبشرية جمعاء. عارض الكويكرز العبودية، وبحلول عام 1790 تقريبًا قضوا على العبودية بين أعضائهم. ذهب الكويكرز الراديكاليون مثل أنتوني بينيزيت وجون وولمان إلى أبعد من ذلك، معربين عن رأيهم بأن مشتري السلع التي يُنتجها العبيد كانوا مذنبين بالحفاظ على جدوى مؤسسة العبودية اقتصاديًا. دافعوا عن المقاطعة الأخلاقية والاقتصادية للبضائع التي ينتجها العبيد. ثبت أن المفهوم جذاب لأنه قدم طريقة غير عنيفة لمكافحة العبودية.
في ثمانينيات القرن الثامن عشر، انتشرت الحركة خارج دوائر الكويكرز. شكل دعاة تحرير العبيد في بريطانيا، ومعظمهم أيضًا من الكويكرز وبعضهم من العبيد السابقين، جمعية لإلغاء تجارة الرقيق في عام 1787. في عام 1789، قُدم مشروع قانون الإلغاء إلى البرلمان (من قبل ويليام ويلبرفورس؛ لم يكن مسموحًا للكويكرز بالترشح للبرلمان). خففت المصالح البلانتوقراطية من اعتمادها. بحلول عام 1791، لم يكن القانون قد مر بعد، وأدى الإحباط من تكتيكات التأخير البرلمانية إلى إجراءات المقاطعة. نشر ويليام فوكس كتيبًا يحث على مقاطعة سكر العبودية؛ أصبح هذا الكتيب الأكثر شيوعًا في القرن، إذ طُبع أكثر من ربع مليون نسخة (على جانبي المحيط الأطلسي). عزز الكتيب الجهود الداعية إلى تحرير العبيد والتركيز عليها.
أشار فوكس إلى قضية تواطؤ المستهلك مع العبودية: إذا اشترينا السلعة، فإننا نشارك في الجريمة. تاجر الرقيق، ومالك العبيد، وسائق العبيد، هم عمليا عملاء للمستهلك، ويمكن اعتبارهم موظفين ومستأجرين من قبله لشراء السلعة... في كل رطل من السكر يمكن اعتبار أننا نستهلك أوقية من اللحم البشري. وقد استخدم على نطاق واسع الخطاب الذي يصف إنتاج العبيد بأنه ملوث مجازيًا بدم ودموع وعرق العبيد، وأنه ملوث أخلاقيًا. وتبع ذلك كتيبات أخرى عن نفس الموضوع.
نُفذت المقاطعات من قبل المستهلكين الأفراد وأصحاب المتاجر والتجار. وفي عام 1791 أيضًا، نشر تاجر إنجليزي يُدعى جيمس رايت إعلانًا في إحدى الصحف ليشرح سبب توقفه عن بيع السكر حتى يتمكن من شرائه من خلال قنوات غير مرتبطة بالعبودية وأقل تلوثًا بدم الإنسان. يمكن للنساء، اللائي لم يستطعن التصويت، الترويج والمشاركة في مقاطعة سكر العبودية. كان للمقاطعة البريطانية، في أوجها أكثر من 400 ألف مشارك. ومع ذلك، عندما تحولت الثورة الفرنسية إلى ثورة عنيفة في منتصف عام 1792، فقدت الحركات التصاعدية الدعم، الأمر الذي لم يستعيدوه حتى أصبح معروفًا أن نابليون بونابرت عارض العتق.

## القرن التاسع عشر
دعا كتاب إلياس هيكس ملاحظات حول عبودية الأفارقة وأسلافهم المنشور عام 1811 إلى مقاطعة المستهلكين للسلع التي ينتجها العبيد لإزالة الدعم الاقتصادي للعبودية:
«السؤال 11: ما تأثير ذلك على مالكي العبيد وعبيدهم، إذا رفض شعب الولايات المتحدة الأمريكية وسكان بريطانيا العظمى شراء أو الاستفادة من أي سلع من إنتاج العبودية؟ الإجابة: سيكون لها بلا شك تأثير خاص على مالكي العبيد، من خلال تقييد جشعهم، ومنع تكديس ثرواتهم، والعيش في حالة من الترف والإفراط في كسب القهر…»
أعطى كتاب ملاحظات حول عبودية الأفارقة وأسلافهم حركة الإنتاج الحر حجتها المركزية لفرض حظر على جميع السلع التي ينتجها العبيد بما في ذلك القماش القطني وقصب السكر، لصالح الإنتاج من العمل المأجور للأشخاص الأحرار. على الرغم من أن حركة الإنتاج الحر لم يكن القصد منها أن تكون استجابة دينية للعبودية، إلا أن معظم متاجر المنتجات الحرة كانت في الأصل تابعة للكويكرز، كما هو الحال مع أول متجر من هذا القبيل، وهو متجر بنيامين لوندي في بالتيمور في عام 1826.

### الانتشار
في عام 1826، بدأت المقاطعة الأمريكية المؤيدة لتحرير العبيد بشكل جدي عندما وضع الكويكرز المؤيدون لتحرير العبيد في ويلمنجتون بولاية ديلاوير ميثاقًا لمنظمة رسمية للإنتاج الحر. في نفس العام في بالتيمور بولاية ماريلاند، افتتح لوندي متجره لبيع البضائع التي حصل عليها من العمال الأحرار فقط.
في عام 1827، نمت الحركة على نطاق أوسع مع تشكيل جمعية الإنتاج الحر في فيلادلفيا، بنسلفانيا، التي أسسها توماس ميكلينتوك وغيره من الكويكرز الراديكاليين. مع الجمعية، أضافوا تكتيكًا جديدًا، وهو أسلوب سعى إلى تحديد التكاليف غير المرئية لسلع مثل القطن والتبغ والسكر التي أتت من عمل العبيد. انضمت نساء الكويكرز إلى الجمعية، بما في ذلك لوكريتا كوفين موت، التي تحدثت في اجتماعات الجمعية، وأعطت بعض شركائها الذكور تجربتهم الأولى في سماع محاضرة نسائية. احتفظت ليديا تشايلد، التي كانت تنشر مجلدًا مهمًا من الكتابات المناهضة للعبودية، بمخزن بضائع جافة حر في فيلادلفيا عام 1831.

### الأمريكيون الأفارقة
في عام 1830، شكل الرجال الأمريكيون من أصل أفريقي جمعية الإنتاج الحر الملون في بنسلفانيا، وبعد ذلك، شكلت النساء الأمريكيات من أصل أفريقي جمعية الإنتاج الحر الأنثوي الملون في بنسلفانيا في عام 1831. بدأت بعض الأعمال التجارية السوداء تقدم منتجات مجانية؛ افتتح ويليام ويبر بقالة حرة بجوار كنيسة بيثيل في فيلادلفيا، وفي نفس المدينة، لم يستخدم صانع الحلويات الزنجي سوى السكر من مصادر العمالة الحرة، وتلقى طلب كعكة زفاف أنجلينا غريمكي. في نيويورك، قدم مقال داعم في مجلة فريدوم جورنال بحساب لقرائه أنه، بالنظر إلى الاستهلاك الزنجي الحر للسكر، إذا اشترى 25 شخصًا أسود السكر من مالكي العبيد، فسيكون هناك حاجة إلى عبد واحد للحفاظ على التدفق. قيل إن سكان مدينة نيويورك الصغار من الأمريكيين الأفارقة يحتاجون إلى عمالة 50 عبدًا لتأمين السكر الذي يستهلكونه.
مُررت القرارات لصالح المنتجات المجانية في كل من الاتفاقيات الخمس الأولى التي عقدها الأمريكيون الأفارقة في ثلاثينيات القرن التاسع عشر. كان هنري هايلاند جارنت يعظ في نيويورك حول احتمالية أن يكون المنتج الحر بمثابة ضربة للعبودية. دأبت فرانسيس إلين واتكينز، المدافعة السوداء عن تحرير العبيد، على ذكر حركة الإنتاج الحر في خطاباتها، قائلة إنها ستدفع أكثر قليلاً مقابل فستان من العمل الحر، حتى لو كان خشنًا. ووصفت واتكينز الحركة بأنها نذير الأمل وراية التقدم ووسيلة لإثبات اتساق مبادئنا وجدية حماستنا.